# Spirou et la Puce
Spirou et La Puce de son titre original Le Boxeur noir est la dixième histoire de la série Spirou et Fantasio de Rob-Vel. Elle est publiée pour la première fois dans Spirou du no 33/42 au no 5/43.

## Univers

### Synopsis
De retour d'Afrique avec Spip et un ami de couleur, "La Puce", Spirou cherche un nouvel emploi. Il s'aperçoit des qualités de boxeur de "La Puce" et parvient à décrocher un contrat. Rapidement, les victoires se succèdent, ainsi que les ennuis dus à leur nouvelle célébrité. Mais des bandits guettent: ayant parié à un match sur l'adversaire de "La Puce", ils enlèvent Spirou pour faire pression sur le boxeur. Heureusement, grâce à Spip et à quelques ruses, Spirou confond les bandits, et "La Puce" les assomme avant de les livrer à la police avec Spirou. Ensuite, il fait ses adieux à son compagnon et regagne l'Afrique.

## Publication

### Revues
Publié pour la première fois sous le titre Le Boxeur noir dans le journal de Spirou du n°33 de 1942 au n°5 de 1943. À l'époque, la numérotation du journal reprenait en effet à 0 chaque année.

### Album
- Spirou par Rob-Vel  L'Intégrale 1938-1943